# Narodna in univerzitetna knjižnica
Narodna in univerzitetna knjižnica (kratica NUK) je nacionalna knjižnica Republike Slovenije in največja knjižnica v državi. Njena osnovna naloga je zbiranje, urejanje, hranjenje in posredovanje slovenske pisne kulturne dediščine. Poleg nacionalne NUK opravlja še vrsto drugih funkcij, in sicer osrednje državne knjižnice, univerzitetne knjižnice Univerze v Ljubljani, centra za razvoj slovenskih knjižnic, po definiciji mednarodnega bibliotekarskega združenja IFLA pa je tudi osrednja znanstvena knjižnica v Sloveniji.
Narodna univerzitetna knjižnica je bila 28. julija 2021 dodana na seznam Unescove svetovne dediščine v okviru vpisa Dela Jožeta Plečnika v Ljubljani – urbano oblikovanje po meri človeka.

## Zgodovina
Nastanek knjižnice je povezan z odlokom cesarice Marije Terezije iz leta 1774, s katerim je 637 knjig, ki so bile rešene ob požaru razpuščenega jezuitskega kolegija na Levstikovem trgu v Ljubljani, namenila za splošno uporabo ustanovljeni knjižnici pri ljubljanskem liceju (Licejska knjižnica). Leta 1791 je zbirka vsebovala 20.000 knjig, svoje prostore pa je našla v ljubljanskem Liceju na Vodnikovem trgu. Leta 1794 je postala knjižnica javnega značaja, leta 1807 pa je dobila pravico prejemanja obveznega izvoda vseh tiskov z območja dežele Kranjske, med francosko zasedbo pa s celotnega upravnega območja Ilirskih provinc. Po ukinitvi ljubljanskega liceja leta 1850 je postala »ljubljanska študijska knjižnica«, leta 1919 pa je s preimenovanjem v »Državno študijsko knjižnico« postala osrednja knjižnica za vso Slovenijo s pravico do prejemanja obveznega izvoda tiskov s tega območja. Leta 1921 je postala »Državna biblioteka« in v njen fond so začeli pritekati še obvezni izvodi iz ostalih predelov nekdanje Jugoslavije.
Ob ustanovitvi prve slovenske univerze v Ljubljani 1919 je knjižnica prevzela še funkcije in naloge centralne univerzitetne knjižnice, prostorska stiska pa jo je prisilila v začasno uporabo adaptiranega dela Poljanske gimnazije. Vlada v Beogradu dolgo ni bila naklonjena gradnji novega objekta in knjižnica je novo stavbo dobila šele leta 1941 po množičnih študentskih demonstracijah in protestih. Nova stavba je bila zgrajena po načrtih arhitekta Jožeta Plečnika in je kulturni spomenik najvišjega reda. Na osnovi Zakona o univerzah in Splošne univerzitetne odredbe si je knjižnica leta 1938 pridobila naziv Univerzitetna knjižnica v Ljubljani.
Knjižnica se je v stavbo vselila ravno ob začetku druge svetovne vojne in okupaciji slovenskega ozemlja. S selitvijo se je pohitelo, saj je grozilo, da bi se sicer v novo in prazno stavbo vselila okupacijska uprava. V stavbi je vse do leta 1961 delovala tudi Filozofska fakulteta Univerze v Ljubljani. 29. januarja 1944 je v zgradbo strmoglavilo italijansko poštno letalo v nemški službi. V požaru je bilo uničenih okrog 60.000 knjig. Posadka letala in en obiskovalec so izgubili življenje. Knjižnica je bila v celoti obnovljena in znova odprta šele leta 1947.
Leta 1945 je bil univerzitetni knjižnici priznan tudi pravni status slovenske nacionalne knjižnice in znova spremenjen naziv, postala je Narodna in univerzitetna knjižnica v Ljubljani. 
Po osamosvojitvi Slovenije leta 1991 je Narodna in univerzitetna knjižnica dobila še dodatne naloge in pristojnosti, ki so jih prej opravljale zvezne institucije bivše Jugoslavije. Ustanovila je na primer državne agencije za mednarodno bibliografsko kontrolo publikacij, državno knjižnico. Leta 2003 je Narodna in univerzitetna knjižnica postala pridružena članica Univerze v Ljubljani s pogodbeno določenimi dejavnostmi in storitvami, ki jih knjižnica opravlja za potrebe izobraževalne, znanstveno-raziskovalne in umetniške dejavnosti Univerze ter njenega knjižničnega sistema.

## Naloge knjižnice

### Kot nacionalna knjižnica skrbi za:
- zbiranje, obdelavo, hranjenje, posredovanje ter varovanje in zaščito temeljne nacionalne zbirke, tj. Slovenije, ter njeno dostopnost domači in tuji javnosti,
- varovanje in zaščito slovenske pisne kulturne dediščine,
- dostopnost informacij o knjižničnem gradivu z izdelavo tekoče in retrospektivne slovenske nacionalne bibliografije in drugih zbirk podatkov,
- bibliografsko kontrolo tiskanih in elektronskih publikacij, ki imajo značaj slovenike,
- dostopnost in uporabo knjižnične zbirke in drugih informacijskih virov za uporabnike,
- aktivno sooblikovanje slovenskega knjižničnega sistema in knjižničarstva,
- dvig informacijske pismenosti prebivalstva z organizacijo izobraževanja in drugih oblik dela z uporabniki knjižnice.

### Kot osrednja državna knjižnica skrbi za:
- izvajanje nalog centra za razvoj knjižnic,
- statistična merjenja delovanja knjižničnega sistema in vodenje razvida knjižnic,
- pripravo strokovnih podlag za sprejem splošnih predpisov in strokovnih priporočil s področja knjižničarstva,
- permanentno izobraževanje in strokovno izpopolnjevanje knjižničarjev,
- izvajanje raziskovalne dejavnosti na področju bibliotekarstva,
- organizacijo specializirane knjižnične zbirke in informacijskega centra za področje bibliotekarstva,
- organizacijo in izvedbo bibliotekarskih izpitov.

### Kot univerzitetna knjižnica skrbi za:
- temeljno zbirko domače in tujejezične strokovne literature, potrebne za izvajanje pedagoškega in znanstvenoraziskovalnega procesa na ljubljanski univerzi,
- izgradnjo in upravljanje zbirke visokošolskih del, ki so publicirana na matični univerzi oziroma so njihovi avtorji zaposleni na tej univerzi,
- koordinirano delovanje knjižničnega sistema ljubljanske univerze,
- dvig informacijske pismenosti študentov in zaposlenih na ljubljanski univerzi z organizacijo izobraževanja o iskanju, vrednotenju, izbiri in uporabi različnih vrst in oblik informacijskih virov.

Funkcijo univerzitetne knjižnice za Univerzo v Ljubljani opravljata po pogodbi z Univerzo dve knjižnici – poleg NUK še Centralna tehniška knjižnica Univerze v Ljubljani

## Članstvo in storitve
Člani NUK so lahko vsi slovenski in tuji državljani, ki dopolnijo 15 let. Osebe do 18 let, brezposelni, člani bibliotekarskih društev ter študentje Univerze v Ljubljani so plačila vpisnine oproščeni, za ostale se cena giblje med 6 in 15 evri na leto. Vsi pa morajo plačati varščino za elektronsko izkaznico. Članstvo prinaša uporabo bogate zbirke tiskanega in elektronskega knjižničnega gradiva; elektronsko naročanje gradiva za izposojo na dom; oddaljeni dostop (od doma, službe ali druge poljubne lokacije) do izbranih elektronskih virov; uporabo gradiva, ki je del kulturne dediščine v Veliki čitalnici in čitalnicah posebnih zbirk.

## Zbirke
Bistvena naloga NUK kot nacionalne knjižnice, kot jo v 33. členu določa Zakon o knjižničarstvu, je da zbira, obdeluje, hrani in posreduje temeljno nacionalno zbirko vsega knjižničnega gradiva v slovenskem jeziku, o Sloveniji in Slovencih, slovenskih avtorjev, slovenskih založb, pripadnikov italijanske in madžarske narodne skupnosti, romske skupnosti in drugih manjšinskih skupnosti v Sloveniji (Slovenika) ter temeljne tuje literature. Letno poročilo za leto 2010 navaja, da je skupno število knjižničnih enot 2.628.810, od tega 1.288.832 monografskih publikacij in 353.742 serijskih publikacij. NUK hrani tudi druge vrste knjižničnega gradiva: kartografsko gradivo, slikovno gradivo, glasbene tiske, avdio gradivo, mikrooblike, računalniško gradivo, drobni tisk, rokopisno gradivo idr.

### Posebne zbirke

#### Rokopisna zbirka in zbirka redkih tiskov
Je temeljna nacionalna in državna zbirka rokopisnega gradiva s področja literature, jezikoslovja in širše humanistike. Nastala je skupaj z narodno knjižnico v letu 1774. Njen začetni fond so bili srednjeveški kodeksi in listine iz samostanskih, nadškofijske in zasebnih knjižnic. Zbirka se je močno obogatila v 19. stoletju, ko so vanjo z nakupi in darovi vključili nekatere večje zbirke rokopisnega gradiva (npr. Žige Zoisa, Jerneja Kopitarja), še posebej pa v 20. stoletju, ko se začne sistematično zbiranje avtografov in celotnih zapuščin posameznih ustvarjalcev in zbiralcev.

#### Zbirka starih tiskov
Hrani gradivo iz obdobja med začetkom 16.stoletja in prvo polovico 19. stoletja. Jedro zbirke tvorijo knjige, ki so bile ob jožefinski reformi iz različnih samostanskih knjižnic predane nekdanji Licejski knjižnici. V zbirki je tudi veliko število knjig in knjižnic prominentnih ljubljanskih meščanov, plemičev, znanstvenikov in drugih slovenskih zbirateljev, ki so bile odkupljene ali pa so bile knjižnici predane kot zapuščine.

#### Glasbena zbirka
Zaobjema najpopolnejšo zbirko notnih tiskov in rokopisov slovenskih glasbenih del ter glasbenih zvočnih posnetkov, glasbenih revij, koncertnih sporedov in dokumentarnega gradiva slovenske glasbene ustvarjalnosti in poustvarjalnosti ter referenčno zbirko del iz svetovne glasbene zakladnice ter leksikalne in bibliografske literature o glasbenikih in glasbenih delih. Zbirka vsebuje prek 300.000 enot gradiva. Največ je notnih tiskov in rokopisov, v preostali delež sodijo glasbeni zvočni posnetki, koncertni sporedi, arhivi glasbenih revij, društev in inštitucij, korespondence slovenskih glasbenikov in drugo dokumentarno gradivo.

#### Kartografska zbirka
Zbira ter strokovno obdeluje, hrani, predstavlja in daje v uporabo vse vrste zemljevidov in atlasov. Posebna pozornost je namenjena nacionalnemu kartografskemu fondu. Zbirka je pomembna za sestavo slovenske nacionalne bibliografije za kartografsko gradivo ter omogoča opravljanje informacijske, referalne in izobraževalne dejavnosti.

#### Slikovna zbirka
Obsega originalno in reproducirano grafiko, umetniške reprodukcije v listih, mapah in albumih brez obsežnejšega besedila, fotografije, slovenske plakate, stenske ilustrirane koledarje, razglednice, portrete pomembnih osebnosti, spominske albume, ekslibrise, vedute mest in pokrajin, umetniške voščilnice in podobice. Posebna pozornost je posvečena nacionalni produkciji. Zbirka opravlja informacijske, referalne in izobraževalne dejavnosti.

#### Zbirka gradiva EU in mednarodnih organizacij
Je bila zasnovana v letu 2009 z združitvijo treh depozitnih knjižnic (EU, UNESCO in OECD) z namenom, da bi bile njihove publikacije in drugo knjižnično gradivo, ki prihaja v NUK, dostopno uporabnikom na enem mestu. Razen gradiva treh omenjenih depozitnih knjižnic Zbirka prejema še posamezne izdaje nekaterih drugih mednarodnih organizacij, kot so International Labour Organization in Council of Europe.

#### Zbirka posebnega knjižničnega gradiva
Je zbirka drobnih tiskov in drugega posebnega gradiva. V Zakonu o obveznem izvodu publikacij je drobni tisk opredeljen kot publikacija, ki obsega največ štiri strani (npr. razglednica, lepak ali plakat, prospekt, zgibanka, letak ipd.) ali publikacija, ki ima več strani, a je brez strnjenega besedila (npr. koledarji, katalogi, gledališki in drugi programi ipd.). Glavna značilnost tega gradiva je, da izhaja na nekonvencionalen način in v večini primerov ni dostopno preko redne knjigotrške mreže, torej ga ni mogoče kupiti. V letnem poročilu NUK iz leta 2010 je navedeno, da je v zbirki 567.355 enot drobnega tiska.

#### Zbirka AV gradiva
Vsebuje avdiovizualno gradivo: videokasete, DVD, avdio kasete, CD, knjige in revije s filmsko vsebino. V njej najdemo slovensko avdiovizualno produkcijo in nekatera temeljna dela evropske in ameriške filmske produkcije.

#### Zbirka serijskih publikacij
Je v nacionalnem okviru največja in najpopolnejša zbirka serijskih publikacij od samih začetkov časnikarstva na slovenskem ozemlju do danes. V zbirki strokovno obdelujejo vse vrste serijskih publikacij, hranijo pa predvsem časnike; tekoče številke časopisov in drugih serijskih publikacij v zbirki hranijo le začasno do kompletacije in oddaje v glavno skladišče.

#### Zbirka tiskov Slovencev zunaj Republike Slovenije
Je naslednica tako imenovanega D fonda (depozitarnega fonda), v okviru katerega so v Narodni in univerzitetni knjižnici v letih po drugi svetovni vojni zbirali in hranili publikacije, ki so bile prepovedane iz moralno-političnih razlogov. Danes se zbirka dopolnjuje z gradivom številnih slovenskih izseljencev ali njihovih potomcev, raztresenih po svetu (zunaj matične domovine živi okoli 500.000 Slovencev). V zbirki hranijo njihova glasila, poročila o delovanju slovenskih društev in ustanov, vabila na prireditve, dokumentarno gradivo, zapuščine …

## Poslopje
Knjižnica ima dve poslopji na področju Ljubljane: glavno poslopje stoji v centru Ljubljane (Turjaška 1), ima pa tudi prostore na Leskoškovi 12 v industrijski coni Moste. Zaradi prostorske stiske je leta 1987 stekel postopek za izgradnjo nove Univerzitetne knjižnice Ljubljana (NUK2/UKL Univerzitetna knjižnica Ljubljana) ob Aškerčevi cesti, ki pa se je zaradi pomanjkanja denarja zaustavil.
Glavno poslopje na Turjaški je bilo zgrajeno med letoma 1936 in 1941. Prej je na tem mestu stala poznorenesančna Auerspergova palača, ki jo je v veliki meri uničil potres leta 1895. Knjižnica je največja Plečnikova stavba v Ljubljani. Z načrti za knjižnico (ta bi sicer stala v Tivoliju) se je začel ukvarjati že leta 1927. Zgrajena je kot tlorisno nepravilen pravokotnik s štirimi štirinadstropnimi trakti. Zunanji fasadni plašč je zgrajen iz opeke, ki jo dopolnjujejo neenakomerni in različno obdelani kamniti kvadri in izbočena okna. Skozi mogočen vhodni portal z lesenimi v bron oblečenimi vratnicami se odpre pogled in dostop do reprezentančnega kamnitega stopnišča v prvo nadstropje. Tu je velika čitalnica (236 čitalniških sedežev), ki je v višino odprta skozi štiri nadstropja in osvetljena skozi steni na vzhodni in zahodni strani. Na vrhu glavnega stopnišča je dodan kip Primoža Trubarja, pionirja pisane slovenske besede. V notranjosti stavbe je vrsta klesanih arhitekturnih podrobnosti iz podpeškega apnenca, tlaki tudi iz hotaveljskega kamna. Detajli opreme so iz kovine ali lesa. Primer sta kljuki na obeh krilih vhodnih vrat v podobi konjskih glav - ponazarjata Pegaza, mitološkega krilatega konja, ki naj bi predstavljal simboličnega vodnika obiskovalcev knjižnice v svet znanja. Stranski vhod ob Gosposki ulici krasi mogočen kip Mojzesa (delo kiparja Lojzeta Dolinarja. Portretna glava spominja na lik impresionista Riharda Jakopiča. 
Kapacitete knjižnice so bile glede na površino 8.410 m2 predvidene za 240.000 enot knjižničnega gradiva. Na terasi ob knjižnici na Vegovi ulici stojijo kipi vodilnih slovenskih slavistov univerzitetnih profesorjev prve polovice 20. stoletja: Ivana Prijatelja, Franceta Kidriča, Frana Ramovša in Rajka Nahtigala. Prvega so postavili leta 1942 in je delo Franceta Goršeta in arhitekta Jožeta Plečnika, preostali trije pa so bili postavljeni leta 1961 in so delo Borisa Kalina. Na vogalu je spomenik pesniku Simonu Gregorčiču.
V letih 1989 in 1999 je arhitekt Marko Mušič obnovil del notranjih prostorov v zgradbi.